# شاپیفای
شرکت شاپیفای یک شرکت تجارت الکترونیک چندملیتی کانادایی است که دفتر مرکزی آن در اتاوا، انتاریو قرار دارد. شاپیفای نام پلتفرم تجارت الکترونیک اختصاصی آن برای فروشگاه‌های آنلاین و سیستم‌های پایانه فروش خرده‌فروشی است. پلتفرم شاپیفای، مجموعه‌ای از خدمات از جمله ابزارهای پرداخت، بازاریابی، حمل و نقل و تعامل با مشتری را به خرده‌فروشان آنلاین ارائه می‌دهد.
این شرکت گزارش کرده‌است که که از اوت ۲۰۱۷ بیش از ۶۰۰٬۰۰۰ بازرگان با استفاده از پلت فرم این شرکت خرید فروش کرده‌اند و حجم کل محصولات ناخالص شرکت بیش از ۵۵ میلیارد دلار است.

## فناوری
شاپیفای در ابتدا در سال ۲۰۰۴ بر روی روبی آن ریلز و با استفاده از یک نمونه مای‌اس‌کیوال ساخته شد. در سال ۲۰۱۴، شاپیفای، شاردینگ را برای توزیع شاپیفای در چندین نوع پایگاه داده معرفی کرد. در طول سال‌ها، شاپیفای به پادز، نمونه‌های کاملاً مجزا منتقل شده‌است.
سمت کاربر شاپیفای عمدتاً با جاوااسکریپت اجرا می‌شود.
شاپیفای به توسعه‌دهندگان مستقل اجازه می‌دهد تا تم‌ها و برنامه‌ها را در شاپیفای توسعه دهند.

## ورزش‌های الکترونیک
در فوریه ۲۰۲۱، شاپیفای اعلام کرد که این شرکت یک تیم ورزش‌های الکترونیک به نام شاپیفای ربلیون تشکیل داده‌است و یک تیم حرفه ای استارکرافت ۲ را برای شرکت در مسابقات بین‌المللی گرد هم آورده‌است. اعضای تیم عبارتند از «بیون» قهرمان سابق جهان در سال ۲۰۱۶ (بیون هیون وو) و «اسکارلت» (ساشا هوستین).
در سپتامبر ۲۰۲۳، شاپیفای ربلیون اعلام کرد که امتیاز تیم سولومید در سری مسابقات قهرمانی لیگ افسانه‌ها در رقابت اصلی لیگ آمریکای شمالی را خریداری کرده‌است.

## دعاوی حقوقی
در دسامبر ۲۰۲۱، گروهی از ناشران از جمله پیرسون اجوکیشن، مکمیلان لرنینگ، سنگیج لرنینگ، الزویر و مک‌گرا-هیل از شاپیفای شکایت کردند و ادعا کردند که در حذف فهرست‌ها و فروشگاه‌هایی که نسخه‌های غیرقانونی کتاب‌ها و مواد آموزشی‌شان را می‌فروشند، شکست خورده‌است. این دعوی خارج از دادگاه «به صورت دوستانه» حل و فصل شد و جزئیات آن هرگز فاش نشد.
در ماه مه سال ۲۰۲۳ یک شکایت دسته جمعی به مبلغ ۱۳۰ میلیون دلار توسط کارمندانی که از کار اخراج شده بودند علیه شاپیفای تنظیم گردید.
در ژوئن ۲۰۲۳، شاپیفای اعلام کرد به مبارزه با «پتنت ترول‌ها» پرداخته و در حال پیگیری دعوی قضایی‌ای است که مشخص می‌کند چه کسی از «پتنت ترول‌ها» که «سالانه صدها پرونده دعوی حقوقی ثبت اختراع را به‌طور مخفیانه سازماندهی می‌کنند» در پرونده‌هایی که علیه این شرکت تسلیم شده‌است، حمایت مالی می‌کند.

## نقض داده
در سپتامبر ۲۰۲۰، شاپیفای یک نقض داده را تأیید کرد که در آن اطلاعات مشتریان کمتر از ۲۰۰ بازرگان به سرقت رفت. یکی از این بازرگانان بعداً اعلام کرد که به تنهایی به اطلاعات بیش از ۴۹۰۰ نفر از مشتریان او دسترسی پیدا کرده‌اند. شاپیفای ادعا کرد که اطلاعات به سرقت رفته شامل نام، آدرس و جزئیات سفارش است، اما هیچگونه «شماره کارت پرداخت یا سایر اطلاعات حساس شخصی یا مالی» آنان افشا نشده‌است. شاپیفای گفت که هیچ مدرکی دال بر سوء استفاده از داده‌ها وجود ندارد و دو «عضو سرکش» از تیم پشتیبانی خود را به عنوان مسئول شناسایی کرد. آنها اخراج شدند و موضوع به اف‌بی‌آی ارجاع داده شد.